# BMW Concept CS
De BMW Concept CS is een conceptcar van het Duitse automerk BMW die door de Amerikaan Chris Bangle ontworpen is. De wagen werd onthuld op de Shanghai Motor Show in 2007.
De Concept CS is een luxueuze en sportieve vierdeurs GT. Dit model gaf een beeld van hoe de toekomstige BMW-modellen er zouden gaan uitzien. Zo heeft hij een nieuwe soort van led-technologie die in de driehoekige koplampen is verwerkt: lichtbundels worden achteruit op een spiegel gereflecteerd, waardoor deze dan gelijkmatig over de weg worden verspreid. Het grote voordeel van deze reflectie is dat de tegenliggers niet worden verblind door het licht van de koplampen omdat ze niet rechtstreeks in de lichtbron kijken.
Verder heeft de Concept CS 21 inch velgen, deurramen zonder frame en weggewerkte handgrepen.
Het interieur bestaat voornamelijk uit leer en aluminium. Doordat de CS ook gebruikmaakt van BMW's iDrive, zitten er maar enkele knoppen in het dashboard verwerkt. Ook zijn er vier sportstoelen en speciale binnenverlichting aanwezig.

## Geen productiemodel
Op 4 november 2008 besliste BMW om geen productiemodel van de CS Concept uit te brengen. De reden hiervoor was de kredietcrisis die ook de wagenmarkt zwaar had getroffen.
Het geschrapte productiemodel zou de naam "8-serie" meegekregen hebben, de naam van de GT die van 1989 tot 1999 in het gamma van BMW zat. Ook zou de wagen veel componenten gedeeld hebben met de nieuwe 7-serie. Hij had de concurrentie moeten aangaan met onder andere de Aston Martin Rapide en de Porsche Panamera, die beide in 2009 uitkwamen. De auto zou gebouwd worden door BMW Motorsport GmbH, de vaste sportafdeling van BMW. De eerste stappen waren al gezet maar BMW besloot meer energie te gaan steken in een kleiner toekomstig model en de verdere ontwikkeling van EfficientDynamics.